# Holmes County (Ohio)
Holmes County ist ein County im Bundesstaat Ohio der Vereinigten Staaten. Der Verwaltungssitz (County Seat) ist Millersburg. Holmes County hat die weltweit höchste Konzentration von Siedlungen der Amischen.

## Geographie
Das County liegt im mittleren Nordosten von Ohio und hat eine Fläche von 1098 Quadratkilometern, wovon drei Quadratkilometer Wasserfläche sind. Es grenzt im Uhrzeigersinn an folgende Countys: Wayne County, Stark County, Tuscarawas County, Coshocton County, Knox County und Ashland County.

## Geschichte
Holmes County wurde am 20. Januar 1824 aus Teilen des Coshocton-, Tuscarawas- und Wayne County gebildet und im Jahr darauf abschließend organisiert. Benannt wurde es nach Andrew Holmes, einem Offizier im Britisch-Amerikanischen Krieg.
16 Bauwerke und Stätten des Countys sind im National Register of Historic Places eingetragen (Stand 28. April 2018).

## Demografische Daten

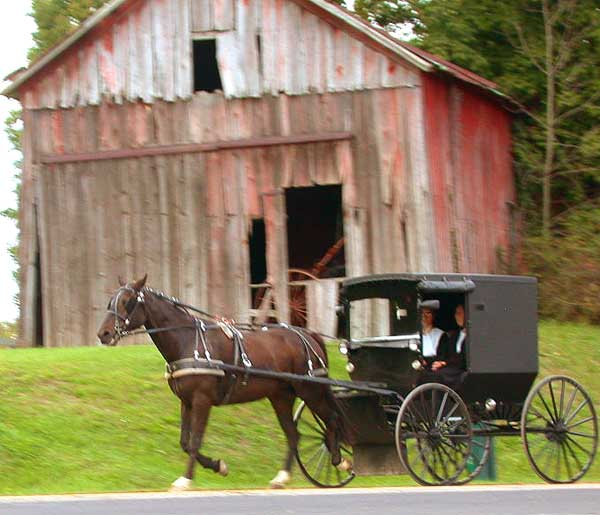
Ein Amisch-Paar in einem Pferdewagen im Holmes County

Nach der Volkszählung im Jahr 2000 lebten im Holmes County 38.943 Menschen in 11.337 Haushalten und 9.194 Familien. Die Bevölkerungsdichte betrug 36 Einwohner pro Quadratkilometer. Ethnisch betrachtet setzte sich die Bevölkerung zusammen aus 99,03 Prozent Weißen, 0,33 Prozent Afroamerikanern, 0,06 Prozent amerikanischen Ureinwohnern, 0,06 Prozent Asiaten, 0,01 Prozent Bewohnern aus dem pazifischen Inselraum und 0,13 Prozent aus anderen ethnischen Gruppen; 0,40 Prozent stammten von zwei oder mehr Ethnien ab. 0,75 Prozent der Bevölkerung waren spanischer oder lateinamerikanischer Abstammung.
Von den 11.337 Haushalten hatten 44,3 Prozent Kinder und Jugendliche unter 18 Jahre, die bei ihnen lebten. 71,5 Prozent waren verheiratete, zusammenlebende Paare, 6,5 Prozent waren allein erziehende Mütter, 18,9 Prozent waren keine Familien, 16,1 Prozent waren Singlehaushalte und in 6,9 Prozent lebten Menschen im Alter von 65 Jahren oder darüber. Die Durchschnittshaushaltsgröße betrug 3,35 und die durchschnittliche Familiengröße lag bei 3,82 Personen.
Auf das gesamte County bezogen setzte sich die Bevölkerung zusammen aus 35,6 Prozent Einwohnern unter 18 Jahren, 10,4 Prozent zwischen 18 und 24 Jahren, 25,7 Prozent zwischen 25 und 44 Jahren, 17,8 Prozent zwischen 45 und 64 Jahren und 10,5 Prozent waren 65 Jahre alt oder darüber. Das Durchschnittsalter betrug 28 Jahre. Auf 100 weibliche Personen kamen 99,6 männliche Personen. Auf 100 Frauen im Alter von 18 Jahren oder darüber kamen statistisch 95,5 Männer.
Das jährliche Durchschnittseinkommen eines Haushalts betrug 36.944 USD, das Durchschnittseinkommen der Familien betrug 40.230 USD. Männer hatten ein Durchschnittseinkommen von 28.490 USD, Frauen 20.602 USD. Das Prokopfeinkommen betrug 14.197 USD. 10,5 Prozent der Familien und 12,9 Prozent der Bevölkerung lebten unterhalb der Armutsgrenze. Davon waren 17,4 Prozent Kinder oder Jugendliche unter 18 Jahre und 13,3 Prozent waren Menschen über 65 Jahre.

## Orte im Holmes County

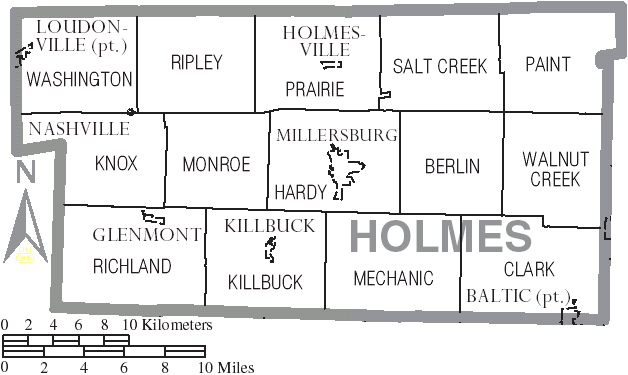
Verwaltungsgliederung des Holmes Countys

Holmes County ist in vierzehn Townships aufgeteilt.
| Township     | Village                                                  | Andere Orte im Township                        |
| ------------ | -------------------------------------------------------- | ---------------------------------------------- |
| Berlin       |                                                          | Berlin (CDP)                                   |
| Clark        | Baltic (nördlicher Teil)                                 | Charm (UIC) Farmerstown (UIC) Unionville (UIC) |
| Hardy        | Millersburg (Verwaltungssitz)                            | Holmes County Airport                          |
| Killbuck     | Killbuck                                                 |                                                |
| Knox         | Nashville (südlicher Teil)                               |                                                |
| Mechanic     |                                                          | Lake Buckhorn (CDP) Becks Mills Saltillo       |
| Monroe       |                                                          | Welcome (UIC) West Holmes High School          |
| Paint        |                                                          | Winesburg (CDP)                                |
| Prairie      | Holmesville                                              |                                                |
| Richland     | Glenmont                                                 | Stillwell                                      |
| Ripley       |                                                          | Big Prairie (UIC)                              |
| Salt Creek   |                                                          | Mount Hope (UIC)                               |
| Walnut Creek |                                                          | Walnut Creek (CDP) Trail (UIC)                 |
| Washington   | Loudonville (östlicher Teil) Nashville (nördlicher Teil) | Lakeville (UIC)                                |

CDP = Census-designated place

UIC = Unincorporated community